# Park Narodowy Lamington

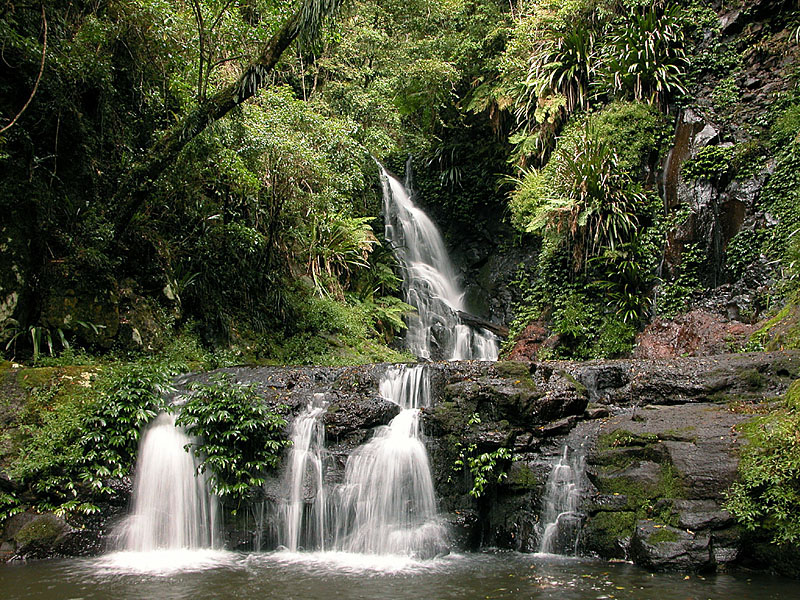
Wodospady Elabana w parku narodowym Lamington

Park Narodowy Lamington (czyt. Laminton) (ang. Lamington National Park) – park narodowy  położony w Australii na granicy stanów Queensland i Nowa Południowa Walia, około 80 km na południe od centrum biznesowego Brisbane. 
Park zajmuje powierzchnię 206 km² i leży w paśmie McPherson Range. Jest to las podzwrotnikowy z wąwozami, jaskiniami i wodospadami oraz bogatą roślinnością. Bogactwo różnych gatunków ptaków przyciąga obserwatorów z całej Australii. Jedną z głównych atrakcji turystycznych jest spacer po wiszącym wśród konarów drzew drewnianym moście. Część szlaków turystycznych w parku przygotowana jest z myślą o osobach na wózkach inwalidzkich. Najłatwiej dostępne jego części i zdecydowanie polecane to wzgórze O'Reilly i Bina Burra.
Park ten jest częścią rezerwatu Gondwana Rainforests of Australia, wpisanego na listę światowego dziedzictwa UNESCO.